# Козлов Сергій Павлович

## Біографія та військова кар'єра
Сергі Козлов народився 16 січня 1952 року у Калузі у сім'ї робітника, колишнього фронтовика.
Зі шкільних років він мріяв стати військовим, і в 1967 році, після закінчення 8-го класу школи, вступив до Московського суворовського військового училища, яке закінчив у 1970 році.
У 1974 році закінчив Рязанське вище повітряно-десантне командне двічі Червонопрапорне училище імені Ленінського комсомолу .
Служив у Червонопрапорному Туркестанському військовому окрузі командиром взводу, потім роти 56-ї гвардійської окремої десантно-штурмової бригади .
З 1979 року перебував у складі обмеженого контингенту радянських військ в Афганістані .

## Подвиг
У лютому 1980 року підрозділу, яким командував С. П. Козлов, було поставлено завдання взяти під охорону стратегічно важливий міст через річку Кокча . У ході виконання наказу десантники вступили у бій із афганськими опозиціонерами . Бій видався важким, перевага була на боці супротивника. В один із моментів бою старший лейтенант Козлов, здійснивши кидок через зону вогню, закидав гранатами вежу біля мосту, знищивши таким чином укріплену вогневу точку. Це дозволило підрозділу відкинути супротивника та закріпитися на об'єкті. С. П. Козлов особисто знищив понад 20 ворогів, але отримав тяжке поранення .

## Звання Герой Радянського Союзу
Указом Президії Верховної Ради СРСР від 28 квітня 1980 року «За мужність і героїзм, виявлені під час надання міжнародної допомоги Демократичній Республіці Афганістан, старшому лейтенанту Козлову Сергію Павловичу присвоєно звання Героя Радянського Союзу з врученням ЗВР .
Це був один із перших випадків присвоєння найвищого геройського звання військовослужбовцям ОКСВА  .

## Подальша кар'єра
Після лікування в Ташкентському шпиталі в 1981 року Сергій Козлов стає слухачем Військової академії імені М.М. Ст. Фрунзе . У цей час його обирають членом ЦК ВЛКСМ . Поряд із навчанням в академії офіцер займається громадсько-партійною діяльністю. У центральних газетах - в " Комсомольській правді ", в " Червоній зірці " з'являються його замітки на тему військово-патріотичного виховання  .
Після закінчення військової академії Сергій Павлович Козлов продовжив службу у Прикарпатському військовому окрузі . Був військовим комісаром Виноградівського району Закарпатської області , дослужився до звання полковника .
25 квітня 1993 року Сергій Павлович Козлов помер від інфаркту. Похований у місті Виноградове . Сім'я героя (дружина та син) переїхала до міста Хмельницького .

## Нагороди
- Медаль «Золота Зірка» ;
- орден Леніна ;
- медалі .

## Пам'ять
У 1999 році Сергію Павловичу Козлову посмертно було надано звання почесного громадянина міста Калуги . На будівлі калузької школи №6, в якій він навчався, встановлено меморіальну дошку.